# 克里斯蒂安·法斯纳赫特
克里斯蒂安·法斯纳赫特（Christian Andreas Fassnacht，1993年11月11日—），是一名瑞士職業足球員，現效力於瑞士超球隊年轻人，他也效力於瑞士國家足球隊。

## 荣誉
伯尔尼年轻人
- 瑞士足球超级联赛冠军：2017–18、2018–19、2019–20、2020–21、2022–23
- 瑞士杯冠军：2019–20